# Trametes incerta
Trametes incerta är en svampart som först beskrevs av Curr., och fick sitt nu gällande namn av Mordecai Cubitt Cooke 1886. Trametes incerta ingår i släktet Trametes och familjen Polyporaceae.   Inga underarter finns listade i Catalogue of Life.